# Acacia glaucissima
Acacia glaucissima é uma espécie de leguminosa do gênero Acacia, pertencente à família Fabaceae.